# Kyoto universitet

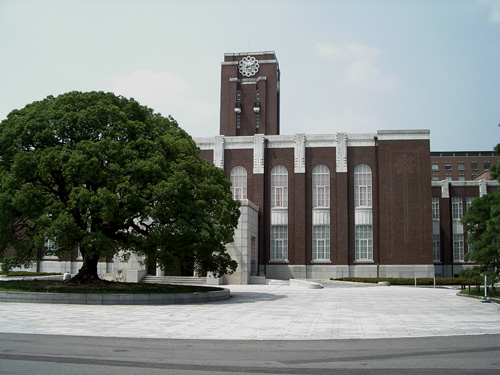
Kyotos universitet

Kyoto-universitet (japanska: 京都大学?, Kyōto daigaku), ofta förkortat Kyodai, är Japans näst äldsta universitet, och ett av landets främsta. Universitetet är beläget i Kyoto, Kyoto prefektur.
Universitetet räknar sina anor tillbaka till Seimikyoku-skolan, som grundades 1436. Denna blev senare (1886) ett gymnasium, i vars lokaler Kyoto universitet grundades den 18 juni 1897.
Universitetet har i dag tre campus, belägna i Yoshida, Gokasho och Katsura, och omkring 20 000 elever (2008).

## Kända studenter
- Hideki Yukawa – nobelpristagare i fysik
- Shinichiro Tomonaga – nobelpristagare i fysik
- Kenichi Fukui – nobelpristagare i kemi
- Susumu Tonegawa – nobelpristagare i medicin
- Ryoji Noyori – nobelpristagare i kemi
- Shinya Yamanaka – nobelpristagare i medicin
- Osachi Hamaguchi – tidigare premiärminister i Japan
- Kijuro Shidehara – tidigare premiärminister i Japan
- Tetsu Katayama – tidigare premiärminister i Japan
- Fumimaro Konoe – tidigare premiärminister i Japan
- Hayato Ikeda – tidigare premiärminister i Japan
- Lee Teng-hui – tidigare president i Taiwan